# Doris Reichmann
Pour les articles homonymes, voir Reichman.
Doris Reichmann (née le 22 octobre 1891 à Cologne, morte le 17 octobre 1973 à Hanovre) est une professeur allemande de gymnastique. En 1924, elle fonde une école privée pour la formation des professeurs de gymnastique à Hanovre, qui existe jusqu'en 2015.

## Biographie
Doris Reichmann étudie la gymnastique statique auprès de Bess Mensendieck à Berlin et en Norvège et travaille comme assistante. En 1913, elle déménage de Duisbourg à Hanovre en tant qu'étudiante diplômée de Mensendieck.
Après avoir donné des cours particuliers de gymnastique pendant plusieurs années, elle fonde finalement la Doris Reichmann Mensendiek Schule, Gymnastik und Atmung en 1924 et propose une formation de gymnastique dansée et de ballet sur les principes de Mary Wigman. Avant 1924, elle enseigne au Meterstrasse 45, plus tard à Eichstrasse 10 (Hanover-Oststadt). Elle développe de nouvelles et propres méthodes dans le domaine du rythme, du mouvement et de la danse. Son Gymnastik mit den Kleinsten, publié pour la première fois en 1930, est considéré comme l'ouvrage standard pour la gymnastique infantile. Il est publié pour la huitième fois en 1961, traduit en français (La Gymnastique des tout petits) en 1933 et en japonais (Nyūji no taisō) en 1963.
Dans les années 1920, Doris Reichmann est un membre actif d'une Volksbühne et agit dans l'environnement politique de gauche. En juin 1933, elle est dénoncée par une lettre de Mme Daube. Entre autres choses, elle est inculpée d'« amantes féminines, d'appartenance antérieure au KPD et d'appartenance injuste au NSDAP ». Doris Reichmann est également censée avoir des contacts étroits avec Ada Lessing.
En 1936, Reichmann devient membre de la Deutscher Turn-, Sport- und Gymnastiklehrer e.V. im NS-Lehrerbund. De cette façon, son école fait partie de la BDM Werk Glaube und Schönheit, fondée en 1938. Cependant son enseignement ne fait pas d'allusion à la politique.
Après la destruction du bâtiment de l'école Reichmann en 1944, Doris Reichmann déménage au Hammersteinstrasse 3 à List. Avec Tilla Grabbe, elle s'occupe de l'administration et des cours théoriques jusqu'au début des années 1970. Après la mort de Doris Reichmann en 1973, Margret Gerdes-Ahrens, Jutta Welge et Susanna Witte reprennent l'école. Jutta Welge continue à diriger l'école seule jusqu'en 2015. La Doris-Reichmann-Schule était une école professionnelle reconnue par l'État pour la gymnastique et la danse jusqu'en 2015 et était située dans le bâtiment classé du Turn-Klubb zu Hannover au Maschstrasse 16. Des étudiants bien connus sont, par exemple, Gudrun-Axeli Knapp et Magdalena Ritter.